# インパルス!レコード
インパルス!レコード (Impulse! Records) は、ABCパラマウント・レコードのプロデューサーであったクリード・テイラーによって1960年に設立されたジャズ・レーベル。
現在はユニバーサル ミュージック グループのヴァーヴ・ミュージック・グループの一部にあり、再版のみのレーベルとなっている。
見開きのジャケットで、黒とオレンジ色で統一されたデザインが特徴的。多くのアルバムはボブ・シール（Bob Thiele）によりプロデュースされており、ルディ・ヴァン・ゲルダーがサウンド・エンジニアをしている。
フリー・ジャズのレーベルとして有名だが、ベン・ウェブスターやベニー・カーター等スウィング/モダン等にも範囲を広げており、1960年代後半にはフュージョン的な作品もリリースしている。しかしこの頃には第一弾で主力アーティストのジョン・コルトレーンの死去により減退、1970年代には彼の未公開演奏のアルバム化したりするが活気は戻らず、1970年代後半には新譜を発表するのをやめた。後にプロデューサートミー・リピューマにより、活動を再開し、音源を再発し始めた。また古くからのアーティスト、マッコイ・タイナーやジョン・コルトレーンの寡婦アリス・コルトレーン等を中心に新録音も再開していた。再び新録音を控えカタログの再発のみの時期もあったが、2010年代より新録音を再再開。ソウル/R&B、ファンク、ヒップホップ、ラテン等を取り入れレーベルカラーを一新。ホセ・ジェイムズやスナーキー・パピー、ロベルト・フォンセカ、シャバカ・ハッチングス(サンズ・オブ・コメット)、ブレンディー・ヤンガー等のアルバムをリリースした。

## 沿革
- 1960年 ABCパラマウント・レコードの子会社、ジャズ専門レーベルとしてクリード・テイラーによって設立。
- 1961年 テイラーがヴァーヴ・レコードに移籍した為、替わってボブ・シールがプロデューサー業に就く。
- 1967年 インパルスを牽引してきたジョン・コルトレーンの死去により、勢いは減退。
- 1969年 ボブ・シールが独立する。
- 1979年 親会社のABCと共にMCAレコードに売却。
- 1995年 MCA（翌年ユニバーサル ミュージック グループに改称）傘下、GRPレコードのトミー・リピューマにより活動を再開、過去のカタログを再CD化し始める。
- 1998年 ユニバーサルとポリグラムの合併によりユニバーサル ミュージック グループ傘下のヴァーヴ・ミュージック・グループの一部となる。

## 代表的なアーティスト
- アルバート・アイラー
- ギル・エヴァンス
- デューク・エリントン
- アリス・コルトレーン
- ジョン・コルトレーン
- オーネット・コールマン
- ガボール・ザボ
- ファラオ・サンダース
- キース・ジャレット
- クインシー・ジョーンズ
- ホレス・シルヴァー
- トム・スコット
- マッコイ・タイナー
- オリヴァー・ネルソン
- ガトー・バルビエリ
- アート・ブレイキー
- チャールズ・ミンガス
- ソニー・ロリンズ